# John Pilger
John Pilger Richard (n. 9 octombrie 1939, Sydney, Noul Wales de Sud, Australia – d. 30 decembrie 2023, Londra, Anglia, Regatul Unit) a fost un jurnalist australiano-britanic și producător de filme documentare care a locuit la Londra. Pilger s-a mutat în Marea Britanie din 1962.
Începând cu primii săi ani de activitate (corespondent de război în Vietnam),  Pilger a fost un critic înverșunat al politicii externe americane și britanice, politici pe care le considera a fi conduse de o agendă imperialistă. Practicile mass-mediei mainstream au fost, de asemenea, criticate în lucrările sale.

## Biografie
Pilger s-a născut și a crescut în Bondi, o suburbie a orașului Sydney, fiu al lui Claude și Elsie Pilger. Graham (1932-2017), fratele său, a fost un activist pentru drepturile persoanelor cu handicap, care a sfătuit ulterior guvernul lui Gough Whitlam. Strămoșii tatălui lor erau germani, iar mamele erau irlandeze, engleze și germane; doi stră-străbunici materni au fost condamnați în Irlanda și transportați în Australia. Mama lui a fost profesor de limba franceză. Ambii frați au frecventat Sydney Boys High School, unde John Pilger a început un ziar de student, "The Messenger". El s-a alăturat ulterior unei scheme de stagiar jurnalist pe patru ani cu presa consolidată australiană.

## Lucrări
Cărți
- The Last Day (1975)
- Aftermath: The Struggles of Cambodia and Vietnam (1981)
- The Outsiders (with Michael Coren, 1984)
- Heroes (1986)
- A Secret Country (1989)
- Distant Voices (1992 and 1994)
- Hidden Agendas (1998)
- Reporting the World: John Pilger's Great Eyewitness Photographers (2001)
- The New Rulers of the World (2002)
- Tell Me No Lies: Investigative Journalism and its Triumphs (ed.) Cape (2004)
- Freedom Next Time (2006)

Teatru
- The Last Day (1983)

### Filme documentare (selecție)
- World in Action
  - "The Quiet Mutiny" (1970)
- Pilger
  - "An Unfashionable Tragedy" (1975)
  - "Nobody's Children" (1975)
  - "Zap-The Weapon is Food" (1976)
  - "Pyramid Lake is Dying (1976)
  - "Street of Joy" (1976)
  - "A Faraway Country" (1977)
- Do You Remember Vietnam (1978)
- Year Zero: The Silent Death of Cambodia (1979)
- The Mexicans (1980)
- Heroes (1980)
- In Search Of Truth In Wartime (1982)
- Nicaragua. A Nations Right to Survive (1983)
- The Outsiders (series, 1983)
- The Truth Game (1983)
- Burp! Pepsi V Coke in the Ice Cold War (1984)
- The Secret Country – The First Australians Fight Back (1985)
- Japan Behind the Mask (1987)
- The Last Dream (1988)
  - "Heroes unsung"
  - "Secrets"
  - "Other People′s Wars"
- Cambodia: The Betrayal (1990)
- War By Other Means (1992)
- Cambodia: Return to Year Zero (1993)
- Death of a Nation: The Timor Conspiracy (1994)
- Flying the Flag, Arming the World (1994)
- Vietnam: The Last Battle (1995)
- Inside Burma: Land of Fear (1996)
- Breaking the Mirror – The Murdoch Effect (1997)
- Apartheid Did Not Die (1998)
- Welcome to Australia (1999)
- Paying the Price: Killing the Children of Iraq (2000)
- The New Rulers of the World (2001)
- Palestine Is Still the Issue (2002)
- Breaking the Silence: Truth and Lies in the War on Terror (2003)
- Stealing a Nation (2004)
- The War on Democracy (2007)
- The War You Don't See (2010)
- Utopia (2013)
- The Coming War on China (2016)

## Legături externe
- John Pilger – official website
  - John Pilger videos on the official website Arhivat în 15 martie 2015, la Wayback Machine.
- John Pilger on Facebook
- John Pilger on Twitter
- John Pilger la Internet Movie Database
- Freedom Next Time: Filmmaker & Journalist John Pilger on Propaganda, the Press, Censorship and Resisting the American Empire, Democracy Now!, 7 august 2007
- John Pilger at Random House Australia